# Midland (Ontario)
Midland is een plaats in de Canadese provincie Ontario, aan de Georgsbaai in Simcoe County.
De plaats telt 16.900 inwoners (2007) en is het economisch centrum en het belangrijkste vrijetijdsgebied van de regio. Er is een ziekenhuis en een regionale luchthaven.
De plaats ontstond door de aanleg van de spoorlijn (Midland Railway of Canada) en had zijn groei voornamelijk te danken aan de haven voor de scheepvaart op het Huronmeer, de handel in graan en de houtexploitatie. Nu is het in de zomer een belangrijke toeristische bestemming, waardoor het aantal inwoners dan tot boven de 100.000 stijgt.

## Bezienswaardigheden

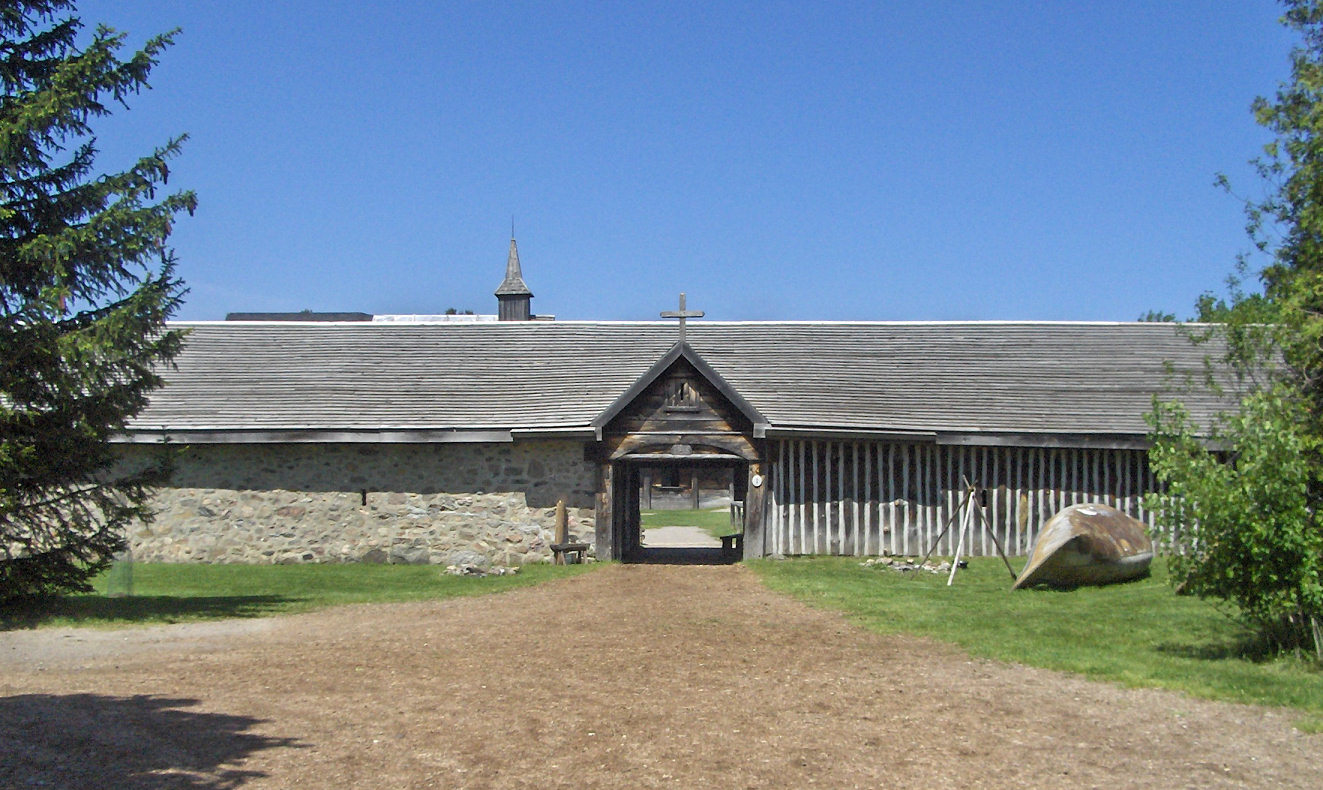
Ingang van de missie

- belangrijkst zijn de meer dan 30.000 eilandjes. Op vele werd een vakantiewoning gebouwd.
- nabij de stad bevindt zich de Jezuïetenmissie Sainte-Marie among the Hurons, nu een museum over de 17e-eeuwse activiteiten in de missie. Daarnaast ligt de Martyr's Shrine: een kerk die de graven van 5 missionarissen bevat die tijdens de oorlog tussen de Wendat (of Huronen) en Irokezen een martelaarsdood zijn gestorven. Ook het Huronenmuseum en een Indiaans dorp liggen in de buurt.
- het Wye Marsh Wildlife Centre het thuis van de trompetzwaan, de zwarte stern en de Amerikaanse woudaap. De trompetzwaan is trouwens het symbool van de stad: in de haven staat er een monument voor.